# Alexander van Dülmen
Alexander van Dülmen (* 1. Januar 1968 in München) ist ein deutscher Filmproduzent und Filmschaffender.

## Leben
Alexander van Dülmen wuchs in seiner Geburtsstadt auf. 1983 zog er nach Saarbrücken und lebte dort für sieben Jahre, um nach weiteren Stationen dann wieder nach München zurückzukehren. Nach kurzem Aufenthalt in Luxemburg zog er letztendlich nach Berlin.
Von 1984 bis 1988 war van Dülmen landesweit politisch als Schülervertreter aktiv, zuletzt bundesweit als Bundesschülersprecher.
1992 entdeckte er das Farbfilmmaterial Tag der deutschen Kunst 1939 des Münchner Amateurfilmers Hans Feierabend im Rahmen einer umfangreichen Recherchetätigkeit für das Münchner Stadtmuseum für dessen Ausstellung „München – Hauptstadt der Bewegung“ im Jahr 1993. Basierend auf dem wieder entdeckten Filmmaterial stellt van Dülmen den Dokumentarfilm Farben 1939 her (gedreht auf 16 mm).
Von 1997 bis 1999 leitete er als Geschäftsführer den damals privatisierten ehemaligen DDR Film Verleih Progress Film. Zur gleichen Zeit reiste van Dülmen das erste Mal nach Vietnam und initiierte die Öffnung der staatlichen und militärischen Filmarchive des Landes. Im Ergebnis wurden zahlreiche Dokumentationen und Doku-Serien mit dem und über das Material hergestellt. Progress Film übernahm den internationalen Vertrieb des Filmmaterials.
2002 gründete Alexander van Dülmen das Berliner Lizenzhandelsunternehmen Eastern European Acquisition Pool (EEAP), welches 2013 in A-Company Film Licensing International umbenannt wurde und bis heute von van Dülmen als Geschäftsführer geleitet wird. Als Teil der A-Company Filmed Entertainment AG ist das Unternehmen eines der erfolgreichsten Lizenzhandelsunternehmen nach Mittel- und Osteuropa und hat internationale Independent-Produktionen wie das Saw-Franchise, The King’s Speech oder  Keinohrhasen im Programm. Die Kooperation zwischen Til Schweiger und van Dülmen begann 1997, als van Dülmen in seiner früheren Position als Geschäftsführer von Progress Film Schweigers Knockin on Heaven’s Door nach Russland verkaufte und somit den Grundstein für Til Schweigers Popularität in Osteuropa legte.
2013 gründete van Dülmens A-Company einen eigenen unabhängigen Kinoverleih in Vietnam. A-Company Vietnam ist ein Joint Venture zwischen dem Berliner Rechtehändler und Nhiem van Nguyen, dem ehemaligen General Director des vietnamesischen Coloa lm Studios.
Van Dülmen ist als Ko-Produzent an internationalen sowie deutschen Ko-Produktionen beteiligt, u. a. an Tom Tykwers Cloud Atlas. 2016 schloss sich Alexander van Dülmen mit dem Regisseur und Autor Stephan Wagner zusammen und gründete Carte Blanche International (CBI), ein Produktionshaus für internationale Ko-Produktionen. 2019 produzierte die CBI Die Getriebenen nach dem gleichnamigen Sachbuch-Bestseller von Robin Alexander sowie Ein Nasser Hund nach der Autobiografie von Arye Sharuz Shalicars Ein nasser Hund ist besser als ein trockener Jude.
2024 war er Initiator und Produzent der Verfilmung von Peter Weiss’ Theaterstück Die Ermittlung. In Zusammenarbeit mit seiner Produktionsfirma Film&Mischwaren konzipierte er das Projekt als Beitrag zur Erinnerungskultur und engagierte RP Kahl für die Regie.
Alexander van Dülmen ist der Sohn von Andrea und Richard van Dülmen und Bruder von Moritz und Friederike van Dülmen. Heute lebt und arbeitet er in Berlin und hat zwei Kinder.

## Filmografie
- 1992 Die letzte Handarbeit – Totengräber in Oberbayern – Regie und Produktion
- 1995 Which Side Are You On? – Ska in Berlin – Regie und Produktion
- 1998 Farben 1939 –  Regie und Produktion
- 2012 Cloud Atlas, Regie Tom Tykwer, Lana und Lilly Wachowski, Produzent Grant Hill – Ko-Produzent
- 2013 Die Vermessung der Welt, Regie Detlev Buck – Ko-Produzent
- 2013 Lauf Junge lauf, Regie Pepe Danquart – Ko-Produzent
- 2014 Madame Bovary, Regie Sophie Barthes – Ko-Produzent
- 2019 Die Getriebenen, Regie: Stephan Wagner – Produzent
- 2021 Ein nasser Hund, Regie: Damir Lukačević – Produzent
- 2024 Die Ermittlung, Regie: RP Kahl – Drehbuch

## Auszeichnungen
- 2020: Preis der Deutschen Akademie für Fernsehen gemeinsam mit Stephan Wagner in der Kategorie Produzent für Die Getriebenen